# Yukimasa Nakamura
Yukimasa Nakamura (jap. 中村行成, Nakamura Yukimasa, * 28. August 1972 in der Präfektur Fukuoka) ist ein ehemaliger japanischer Judoka. Er war Olympiazweiter 1996 und Weltmeister 1993 im Halbleichtgewicht.

## Karriere
Der 1,72 m große Yukimasa Nakamura war 1990 Juniorenweltmeister. 1993 gewann er das Tournoi de Paris. Bei den Weltmeisterschaften 1993 in Hamilton bezwang er im Halbfinale Jimmy Pedro aus den Vereinigten Staaten. Im Finale gewann er gegen den Schweizer Eric Born. Bei den Asienspielen 1994 in Hiroshima gewann er das Finale gegen den Kasachen Ivan Karazelidi. Im Jahr darauf bei den Weltmeisterschaften 1995 in Chiba siegte er im Halbfinale über den Ungarn József Csák, das Finale verlor er gegen den Deutschen Udo Quellmalz. 1996 siegte er zum zweiten Mal beim Tournoi de Paris. 
Bei den Olympischen Spielen in Atlanta besiegte er im Viertelfinale den Bulgaren Iwan Netow durch Ippon, im Halbfinale gewann er gegen den Ungarn József Csák durch eine Yuko-Wertung. Im Finale unterlag er Udo Quellmalz durch Schiedsrichterentscheid (yusei-gachi).
1998 verteidigte er bei den Asienspielen in Bangkok seinen Titel von 1994. Im Jahr darauf gewann er zum dritten Mal beim Weltcup-Turnier in Paris. Im Mai 2000 siegte er bei den Asienmeisterschaften in Osaka. Bei den Olympischen Spielen in Sydney gewann er seine ersten beiden Kämpfe und unterlag dann im Achtelfinale dem Niederländer Patrick van Kalken. In der Hoffnungsrunde siegte er ebenfalls zweimal, nach seiner Niederlage gegen den Iraner Ārash Miresmāeli belegte Nakamura den siebten Platz.
Yukimasa Nakamuras Brüder Kenzo Nakamura und Yoshio Nakamura waren ebenfalls Judoweltmeister.